# Matahari (warenhuis)
PT Matahari Department Store Tbk, algemeen bekend als Matahari, is de grootste retailorganisatie in Indonesië met winkels verspreid over het land en de webshop Matahari.com.

## Geschiedenis
Het bedrijf werd opgericht op 24 oktober 1958 met de opening van een kindermodewinkel in de wijk Pasar Baru in Jakarta. De eerste echte Matahari-vestiging werd in 1972 geopend en wordt beschouwd als het eerste moderne warenhuis in het land.
Sinds 14 juli 2021 is de meerderheids- en controlerende aandeelhouder van Matahari Department Store Tbk gewijzigd in Auric Digital Retail Pte. Ondertussen blijft Multipolar een van de belangrijkste aandeelhouders. De rest zijn andere investeerders. Anno 2021 had Matahari 147 vestigingen in 81 steden in Indonesië.
In 2022, tijdens de presentatie van de winstcijfers van het vierde kwartaal van 2021, kondigde Matahari aan dat de winkels in vier winkelconcepten zouden worden ingedeeld om de meest potentiële 'witte vlekken' in heel Indonesië af te dekken. Dit was een onderdeel van het Project Sunrise, dat een routekaart voor vijf jaar behelsde.